# Terminologia Histologica
Terminologia Histologica (TH)  (срп. Хистолошка номенклатура) објављена је паралелно са Terminologia Anatomica, исте 2008. године, као пратилац номенклатуре наведене, од стране Савезне комисије за анатомску терминологију (енгл. Federative Committee on Anatomical Terminology(FCAT)) и Међународне федерације удружења анатома  (International Federation of Associations of Anatomists (IFAA)). Новообјављени стандард заменио је претходни стандард, медицински речник ''Nomina Anatomica''. 

## Опште информације
Почетно знање о микроскопској структури људског тела континуирано се ширило захваљујући развоју нових специјализованих техника бојења, открићу електронског микроскопа или каснијој примени хистохемијских и имунохистохемијских метода у рутинским прегледима ткива. Супротно популарном веровању,  да хистологија има статус научне дисциплине која се стално развија, са сталним приливом нових сазнања, то је резултовало неизбежном потребом да се хистолошка номенклатура ревидира у редовним интервалима. У том циљу тим стручњака Федеративног међународног програма за анатомску терминологију, радне групе Међународне федерације удружења анатома састао се и саставио Terminologia Histologica најбољи и најопсежнија од свих хистолошких номенклатура икада издатих. Међутим иако у њој још недостаје неколико термина важних хистолошких структура, а неколико других појмова је спорно, њеним објављивањем желело се да она постане међународно прихваћено средство комуникације за све практичара и наставника хистологије подједнако.

### Ревидирани латински вокабулар у ТХ
Скоро 20% латинских именица (193/993) у Terminologia Histologica (ТХ), међународној стандардној номенклатури за људску хистологију и цитологију, приказује лингвистичке проблеме, посебно у областима ортографије, рода и деклинације. Неки анатоми су се противили настојањима да се поврати квалитет латинске номенклатуре, преферирајући да стварају или модификују латинске речи тако да личе на речи на енглеском и другим модерним језицима. Латинска микроанатомска номенклатура је подложна критикама анахронизма, тако да захтев за коришћењем аутентичног латинског, укључујући извођење нових речи из грчких и латинских речи, а не из савремених језика, ако је могуће, може бити чак и већи него што је код анатомске номенклатуре. Чини се да је најчешћи проблем који је овде идентификован узрокован извођењем латинских именица додавањем завршетака -us i -um као друге деклинације енглеским речима. Многе латинске именице (128) у ТХ садрже једну од шест морфема које су третиране на овај начин иако су оригиналне грчке речи или прве деклинације мушког рода или треће деклинације средњег рода. Иронично, извођење латинских именица директно из грчких морфема често резултuje речима које корисницима романских и германских језика изгледају познатије од оних које су изведене индиректно преко модерних језика (нпр. астроцит, колаген,  дендрит,  липохром, остеокласт  и  теломера  уместо   astrocytus,  collagenum, dendritum, lipochromum, osteoclastus. и  telomerus).

## Номенклатура
- h1.00: Цитологија
- h2.00: Општа хистологија
  - H2.00.01.0.00001: Матичне ћелије
  - H2.00.02.0.00001: Епително ткиво
    - H2.00.02.0.01001: Епителна ћелија
    - H2.00.02.0.02001: Површински епител
    - H2.00.02.0.03001: Жлездани епител

  - H2.00.03.0.00001: Везивно и потпорно ткива
    - H2.00.03.0.01001: Ћелије везивног ткива
    - H2.00.03.0.02001: Екстрацелуларни матрикс
    - U2.00.03.0.03001: Влакна везивног ткива
    - H2.00.03.1.00001: Само везивно ткиво
    - H2.00.03.1.01001: Лигаменти
    - H2.00.03.2.00001: Желатинозно везивно ткиво
    - H2.00.03.3.00001: Ретикуларно ткиво
    - H2.00.03.4.00001: Масно ткиво
    - H2.00.03.5.00001: Ткиво хрскавице
    - H2.00.03.6.00001: Хондроидно ткиво
    - H2.00.03.7.00001: Костно ткиво

  - H2.00.04.0.00001: Хемотолимфоидни комплекс
    - H2.00.04.1.00001: Крвне ћелије
    - H2.00.04.1.01001: Еритроцит
    - H2.00.04.1.02001: Леукоцити
    - H2.00.04.1.03001: Тромбоцити
    - H2.00.04.2.00001: Плазма
    - H2.00.04.3.00001: Продукти крвних зрнаца
    - H2.00.04.4.00001: Постнатална места хематопоезе
      - H2.00.04.4.01001: Лимфоидно ткиво

  - H2.00.05.0.00001: Мишићно ткиво
    - H2.00.05.1.00001: Глатко мишићно ткиво
    - H2.00.05.2.00001: Попречно-пругасто мишићно ткиво

  - H2.00.06.0.00001: Нервно ткиво
    - H2.00.06.1.00001: Неурон
    - H2.00.06.2.00001: Синапса
    - H2.00.06.2.00001: Неуроглија
- h3.01: Кости
- h3.02: Зглобови
- h3.03: Мишићи
- h3.04: Систем органа за варење
- h3.05: Респираторни систем
- h3.06: Уринарни систем
- h3.07: Генитални систем
- h3.08: Ендокрини систем
- h3.09: Кардиоваскуларни систем
- h3.10: Лимфоидни систем
- h3.11: Нервни систем
- h3.12: Одговор љуштура